# Unac, Ariège
Unac är en kommun i departementet Ariège i regionen Occitanien i södra Frankrike. Kommunen ligger  i kantonen Cabannes som ligger i arrondissementet Foix. År 2022 hade Arignac 127 invånare.

## Befolkningsutveckling
Antalet invånare i kommunen Unac
| Referens: INSEE |